# Alberto Fernández Blanco
Alberto Fernández Blanco, född den 15 januari 1955 i Cuena, död den 14 december 1984 i Pardilla, var en spansk tävlingscyklist som blev professionell 1978. Han blev trea i både Giro d'Italia och Vuelta a España 1983 och det följande året kom han på andra plats i Vueltan, slagen med endast sex sekunder totalt (den minsta marginalen i loppets historia). Han utsågs till Spaniens bäste cyklist 1984 och körde till Madrid och mottog priset "Superprestigo Unipublic". Dagen efter, på väg hem till Santander från prisutdelningen, kolliderade de med en annan bil varvid Fernández och hans fru, liksom de båda i den andra bilen, omkom. Parets treårige son, Alberto Fernández Sainz, som hade stannat hemma hos mormor, blev sedermera även han professionell cyklist.
Till Alberto Fernández minne beslutade organisatörerna av Vuelta a España att den högsta bergspassagen under varje års upplaga av Vueltan från och med 1985 skulle kallas Cima Albeto Fernández (jämför med Cima Coppi i Giro d'Italia).. Cima Alberto Fernández ger extra poäng i bergspristävlingen och dessutom får den som når krönet först prispengar (1000 euro 2024).

## Meriter
1976
7:a totalt Tour de l'Avenir
1978
2:a totalt Vuelta a los Valles Mineros
4:a totalt Vuelta a Cantabria
5:a Subida a Arrate
7:a totalt Vuelta a Asturias
8:a totalt Setmana Catalana de Ciclisme
10:a totalt Baskien runt
1979
Vinnare  totalt Vuelta a Asturias
3:a Clásica de Sabiñánigo
5:a totalt Vuelta a la Comunidad Valenciana
9:a totalt Baskien runt
1980
Vinnare  totalt Baskien runt
Vinnare av etapp 5b (ITT)
Vinnare  totalt Vuelta a los Valles Mineros
Vinnare av etapp 3a
Vinnare av etapp 3 Vuelta a Cantabria
Vinnare av etapp 4 Costa del Azahar
6:a totalt Deutschland Tour
8:a totalt Katalonien runt
1981
Vinnare  totalt Vuelta a los Valles Mineros
Vinnare av etapp 3a
Vinnare  totalt Vuelta a la Comunidad Valenciana
Vinnare av etapp 4b (ITT)
2:a totalt Vuelta a La Rioja
3:a totalt Setmana Catalana de Ciclisme
Vinnare av etapp 2b (ITT)
3:a totalt Escalada a Montjuïc
6:a totalt Katalonien runt
6:a Clásica de San Sebastián
6:a Subida al Naranco
10:a totalt Vuelta a Andalucía
1982
Vinnare  totalt Katalonien runt
Vinnare av etapp 7a
Vinnare av etapperna 3 och 4b Vuelta a Burgos
Vinnare av etapp 1 Baskien runt
Vinnare av etapp 3 (ITT) Tour Méditerranéen
3:a totalt Vuelta a Andalucía
8:a totalt Paris–Nice
10:a totalt Tour de France
1983
Vinnare  totalt Setmana Catalana de Ciclisme
Vinnare av etapp 2
Vinnare Memorial Gastone Nencini
Vinnare Subida a Arrate
3:a totalt Giro d'Italia
Vinnare av etapperna 6 och 17
3:a totalt Vuelta a España
Vinnare av etapp 5
5:a totalt Tirreno–Adriatico
5:a Subida al Naranco
8:a totalt Baskien runt
1984
Vinnare Trofeo Masferrer
2:a totalt Vuelta a España
2:a totalt Vuelta Asturias
Vinnare av etapperna 3 och 4
5:a totalt Baskien runt
5:a totalt Setmana Catalana de Ciclisme